# Gasfinolhu (Kaafu)
Pour les articles homonymes, voir Gasfinolhu.
Gasfinolhu est une petite île inhabitée des Maldives. Elle constitue une des îles-hôtel des Maldives. Commencée comme camping en 1980, elle accueille désormais un village du Club Méditerranée.

## Géographie
Gasfinolhu est située dans le centre des Maldives, à l'Est de l'atoll Malé Nord, dans la subdivision de Kaafu. 